# Lawrence Venuti
Lawrence Venuti (Filadèlfia, 1953) és un teòric de la traducció, historiador de la traducció i crític estatunidenc. També és un traductor de l'italià, del francès i del català a l'anglès.

## Biografia
Nascut a Filadèlfia, es va graduar a la Universitat de Temple. Va viure durant un temps a la ciutat de Nova York. El 1980 va completar la seva tesi doctoral en Anglès a la Universitat de Colúmbia. Aquest mateix any, va obtenir el premi de Traducció de Renato Poggioli per la seva traducció de la novel·la de Barbara Alberti, Delirium.
Venuti treballa com a professor d'anglès a la Universitat de Temple. També participa en conferències sobre Escriptura Creativa al Centre Lewis de les Arts, Universitat de Princeton.
S'ha concentrat en la teoria i pràctica de la traducció. És considerat una de les figures més destacades de la teoria de la traducció moderna, de vegades amb opinions que no coincideixen totalment amb aquelles dels teoristes tradicionals. Critica el fet que, moltes vegades, el traductor és una figura invisible. S'ha involucrat en teories de la traducció d'ençà que va començar amb les traduccions.
És membre del comitè editorial de Reformation: The Journal of the Tyndale Society i de The Translator: Studies in Intercultural Communication. El 1998, va editar un article especial de The Translator dedicat a la traducció i la minoria. Els seus projectes de traducció han rebut nombrosos premis i beques del Centre PEN American (1980), del govern italià (1983), del Fons Nacional per a les Arts (1983, 1999), i del Fons Nacional per a les Humanitats (1989). El 1999, va donar una ponència de Fulbright Senior sobre estudis de traducció a la Universitat de Vic, Catalunya.
El 2007 va rebre una beca d'investigació de Guggenheim en Humanitats per la seva traducció de la poesia i prosa de Giovanni Pascoli.

## Obres
- Our Halcyon Dayes: English Prerevolutionary Texts and Postmodern Culture (1989)
- The Translator's Invisibility: A History of Translation (1995) (llegiu la versió original aquí)
- The Scandals of Translation: Towards an Ethics of Difference (1998) (llegiu una ressenya aquí).
- Rethinking Translation: Discourse, Subjectivity, Ideology (antologia d'assajos, editor) (1992)
- The Translation Studies Reader (2nd ed. 2004) (una introducció a la teoria de la traducció des de l'Antigüitat fins a l'actualitat; editor)
- Encyclopedia of Translation Studies (1998) (contribuent)
- Oxford Guide to Literature in English Translation (2000) (contribuent)

## Traduccions
- Restless Nights: Selected Stories of Dino Buzzati (1983).
- Fantastic Tales (1992) d'Iginio Ugo Tarchetti.
- La col·lecció de biografies reals i imaginàries de Juan Rodolfo Wilcock, The Temple of Iconoclasts (2000).
- Breath: Poems and Letters (2002) de Antonia Pozzi.
- Italy: A Traveler’s Literary Companion (2003).
- La memòria fictícia de Melissa P., 100 Strokes of the Brush before Bed (2004).